# Pont Rio-Niterói
El Pont President Costa i Silva, més conegut com a Pont Rio-Niterói, es troba localitzat en la badia de Guanabara, estat de  Rio de Janeiro, Brasil.
L'enllaç carreter va ser finalitzat el 4 de març de 1974, amb una extensió completa de 13,29 km, dels quals 8,83 km són sobre l'aigua de la badia de Guanabara, i el seu punt més alt arriba als 72 metres d'altura i circulen sobre ell aproximadament 140.000 vehicles per dia en fluxos normals segons la concessionària del pont, Ponte SA. És considerat actualment com el major pont de formigó pretesat de l'Hemisferi Sud i el setè més gran pont del món.